# Keith Yandle
Keith Michael Yandle (ur. 9 września 1986 w Milton, Massachusetts, Stany Zjednoczone) – hokeista amerykański, gracz ligi NHL, reprezentant Stanów Zjednoczonych.

## Kariera klubowa
- Phoenix Coyotes/Arizona Coyotes (2006 - 1.03.2015)
  -  San Antonio Rampage (2006 - 2008)
- New York Rangers (1.03.2015 - 21.06.2016)
- Florida Panthers (21.06.2016 -

## Kariera reprezentacyjna
- Reprezentant USA na MŚ w 2010

## Sukcesy
Indywidualne
- Występ w Meczu Gwiazd ligi AHL w sezonie 2006-2007
- Występ w Meczu Gwiazd NHL w sezonie  2010-2011
- Występ w Meczu Gwiazd NHL w sezonie  2011-2012
- Występ w Meczu Gwiazd NHL w sezonie  2018-2019